# Бачинский, Александр Гаврилович
Александр Гаврилович Бачинский или Лешкович-Бачинский (укр. Олекса́ндр Гаври́лович Бачи́нський; 24 марта 1844, с. Сороцкое, Королевство Галиции и Лодомерии, Австрийская империя — 9 июня 1933, Львов, Польша) — западноукраинский церковный деятель, прозаик, издатель, редактор, переводчик. Ректор Львовской греко-католической духовной семинарии. Доктор богословия.

## Биография
Родился в семье шляхетского происхождения герба Сас).
Отец Ю. Бачинского.
Обучался в Львовской греко-католической духовной семинарии. В 1867 году окончил богословский факультет Львовского университета. После рукоположения служил священником в с. Новосёлка-Кут
В конце 1871 года переведен в приходским священником с. Подвербцы. Позже, занимал различные должности в митрополичьем капитуле, был проповедником львовского Собора Святого Юра, во время длительного отсутствия митрополита Андрея Шептицкого во Львове заменял его. Был заведующим «Архиепархиального фонда священнических вдов и сирот», вице-ректором Львовской греко-католической духовной семинарии (1873). Профессор катехизиса Львовского университета, редактор журнала «Сіонъ Рускій».
В мае 1877 за добросовестный труд митрополит отметил его титулом асессора Львовской митрополии.
В 1880 году после критической статьи о беспорядках в духовной семинарии и других проблем этого учебного заведения, митрополит Иосиф Сембратович закрыл журнал «Сіонъ Рускій», а Бачинского уволил с должности редактора и вице-ректора семинарии. В 1881—1882 годах он служил настоятелем церкви Болехова.
В 1882 году Бачинский был избран в Долинский повятовый совет. В январе 1883 г. он отозван из Болехова и назначен на должность ректора Львовской греко-католической духовной семинарии и восстановлен на всех предыдущих должностях. Вернувшись в семинарию, он провёл ряд реформ, упорядочил внутреннюю жизнь учебного заведения, повысил её образовательный и научный уровень.
В январе 1893 г. Бачинскому присвоили титул крилошанина Греко-Католической Митрополии капитула, перевели на постоянную работу и проживание на Святоюрскую гору. Став канцлером митрополичьей капитула, Бачинский начал упорядочение различных актов митрополии. Вместе с митрополитом С. Сембратовичем, посещая приходы, обнаружил нехватку церковной литературы, учебников по богословию на украинском языке. Митрополит Сембратович договорился с Институтом Ставропигии о печатании «Богословской библиотеки». При участии Бачинского вышло 11 выпусков. Когда в сентябре 1914 г. митрополита Андрея Шептицкого арестовали и вывезли в ссылку в глубь Российской империи, Бачинский, как канцлер, руководил Галицкой архиепархией УГКЦ. В 1920 г. митрополит Андрей назначил его генеральным викарием и «советником апелляционного трибунала». Перед отъездом в длительную зарубежную поездку митрополит уполномочил Бачинского «выполнять правительство (руководство)».
В течение трёх созывов (1886, 1889, 1892) его избирали во Львовскую городскую Думу. 1886 был советником Львова, от 1887 — просинодальный экзаменатор. Активно занимался тем, чтобы в Риме был создан, руський (украинский) духовный институт. Будучи в Риме, стал папским шамбелан (Тайный камергер).
После организации Богословского научного общества во Львове (1920) Бачинский возглавил его филоско-догматическую секцию. Работая ректором духовной семинарии, сосредоточил усилия на реформировании учебного процесса, расширении помещений семинарии и др.
Был членом Галицко-русской матицы. Поддерживал идеи галицких русофилов, деятельность общества «Просвита» и НОШ. О его научно-образовательной деятельности положительно отзывались Иван Франко и Андрей Шептицкий.

## Творчество
Творчество Бачинского значительное по объёму и значимости. Он автор духовных и переведенных произведений, напечатанных на украинском языке того времени.
Похоронен на Лычаковском кладбище во Львове.

## Награды
- Крест «За заслуги перед Церковью и Папой»